# Christian Wück
Christian Wück (* 9. Juni 1973 in Werneck) ist ein ehemaliger deutscher Fußballspieler und derzeitiger -trainer. Seit August 2024 ist er Bundestrainer der deutschen Frauenfußballnationalmannschaft.

## Karriere als Spieler
Der im offensiven Mittelfeld oder Angriff eingesetzte Wück spielte in der Jugend zunächst beim DJK Gänheim. 1987 wechselte er zur B-Jugend des 1. FC Schweinfurt 05, 1988 in die Jugend, dann in die Amateurmannschaft des 1. FC Nürnberg. Von 1990 bis 1994 spielte er bei den Profis des 1. FC Nürnberg in der Bundesliga. Bei seinem ersten Einsatz 1990 war Wück der zu diesem Zeitpunkt drittjüngste (17 Jahre und 133 Tage) Debütant in der Geschichte der Bundesliga nach Jürgen Friedl und Christian Wörns. In seiner ersten vollen Saison 1991/92 war er ein klassischer Joker; von 32 absolvierten Spielen wurde er 26 Mal eingewechselt und erzielte dabei acht Tore. Angebote des FC Bayern München und von Borussia Dortmund lehnte er in der Folge ab. Dafür wechselte er 1994 zum Karlsruher SC, der in der zu diesem Zeitpunkt ablaufenden Saison im UEFA-Cup spielte. Er blieb dort bis 1999. Nach einem einjährigen Intermezzo beim VfL Wolfsburg beendete er seine Karriere 2000 bis 2002 bei Arminia Bielefeld in der 2. Bundesliga frühzeitig als Sportinvalide.
Wück machte 14 Spiele für die U21-Nationalmannschaft und schoss dabei drei Tore. 1999 war er der erste Fußballprofi, der sich die Menisken transplantieren ließ.
Im Mai 1993 wurde der Treffer von Christian Wück zum zwischenzeitlichen 2:1 bei der Partie SG Wattenscheid 09 – 1. FC Nürnberg zum Tor des Monats gewählt.

## Karriere als Trainer
Für Arminia Bielefeld arbeitete er nach seinem Karriereende als Spieler 2002 als Co-Trainer der Amateurmannschaft und Spielerbeobachter. Von Ende 2005 bis Ende 2006 war Wück Trainer beim SV Enger-Westerenger (SVEW) in der Verbandsliga Westfalen, anfangs sogar als Spielertrainer. Nachdem der SVEW zur Winterpause seine Liga-Teilnahme zurückgezogen hatte, wechselte Wück als Co-Trainer zu Rot Weiss Ahlen. Am 25. Mai 2007 wurde Christian Wück zum Nachfolger von Ahlens Trainer Heiko Bonan erklärt. Wück trat sein Amt als Cheftrainer am 1. Juli an. Dort gelang ihm in seiner ersten Saison der direkte Aufstieg in die 2. Bundesliga.
Am 3. März 2009 wurde Wück beurlaubt und von seinen Aufgaben als Trainer von Rot Weiss Ahlen entbunden. Als offizielle Begründung für die Entlassung nannte der Verein die sportlichen Misserfolge der vergangenen Wochen sowie die durch Wücks Trainerlehrgang an der Sporthochschule Köln bedingte Abwesenheit vom Training.
Am 5. Oktober 2009 wurde Christian Wück Trainer von Holstein Kiel. Am Ende der Drittliga-Saison 2009/10, die der Verein auf dem 19. Tabellenplatz, einem Abstiegsplatz, beendete, wurde er beurlaubt und von seinen Aufgaben als Trainer von Holstein Kiel entbunden.
Zwischenzeitlich war Wück Cheftrainer des VDV-Camps in Duisburg, bei dem sich vertragslose Spieler und Trainer fit halten.
Im November 2011 begleitete er als Co-Trainer die deutsche U-16-Nationalmannschaft und Chefcoach Steffen Freund auf einer Länderspielreise. Am 17. August 2012 gab der DFB bekannt, dass Wück zukünftig die deutsche U-16-Nationalmannschaft betreut. Ab Ende Juni 2013 war er für die U-17-Nationalmannschaft zuständig. Unter seiner Leitung erreichte die U17-Nationalmannschaft bei der U-17-Fußball-Europameisterschaft 2015 erstmals seit 2012 das Finale, welches mit 1:4 gegen Frankreich verloren ging. Dadurch war die Mannschaft auch für die im gleichen Jahr stattfindende U-17-Fußball-Weltmeisterschaft in Chile qualifiziert. Dort erreichte Wück mit seiner Mannschaft das Achtelfinale, in dem man gegen Kroatien ausschied. Im Anschluss an das Turnier führte Wück den nachfolgenden Spielerjahrgang von 2015 bis 2017 für jeweils eine Saison in der U-16- und in der U-17-Nationalmannschaft, ehe er 2017 die Betreuung der U-15-Junioren übernahm. Er betreute diesen Jahrgang auch in den folgenden beiden Saisons in der U-16 und U-17. 2020 übernahm er die U-15 (2006 geborene Spieler) und betreute diesen Jahrgang in den Folgejahren in der U-16 und U-17. Mit diesem Team konnte er sowohl die U-17-Europameisterschaft im Juni 2023 als auch die U-17-Weltmeisterschaft im Dezember 2023 gewinnen.
Im August 2024 übernahm Wück als Nachfolger von Horst Hrubesch den Posten des Bundestrainers der Fußballnationalmannschaft der Frauen.

## Erfolge und Auszeichnungen

### Als Spieler
- Tor des Monats Mai 1993

### Als Trainer
- Aufstieg in die 2. Bundesliga mit Rot-Weiss Ahlen: 2008
- U-17-Europameister: 2023
- U-17-Weltmeister: 2023

## Privates
Wück ist verheiratet und hat zwei Töchter. Er lebt in Bielefeld-Schröttinghausen.